# Вымышленный мир
Вымышленная вселенная, вымышленный мир — структурный элемент художественного произведения, определяющий его онтологию:
Мы принимаем как аксиому, что в различных жанрах литературы конструируются целые миры.

## Классификация
Отнесение мира к категории вымышленных является предметом споров. Разногласия касаются как вымышленности мира в целом, так и его признаков. По мнению некоторых учёных, миры могут быть реальными, вымышленными и смешанными — вымышленными с элементами реальности (реалистичными — у Лема). В противоположность этому, Шмид, Долежел и другие категорически отказывают в праве существования смешанному миру, так как любой реальный элемент, оказавшийся в вымышленном окружении, становится собственным вымышленным аналогом. Допуская существование смешанных миров, к ним следует относить произведения, основанные на фактических событиях, но с вымышленными авторскими дополнениями.
Определяет вымышленность мира, по мнению литературоведов, либо сам автор (Серль), либо читатель (Жанетт), либо текст (Хамбургер). Последнее мнение пользуется наименьшей поддержкой среди специалистов, сходящихся в том, что объективных признаков вымышленности мира не существует. Для классификации мира предлагается использовать внешние проявления вымышленности, также разные с точки зрения разных групп специалистов: указание автора (Серль); намеренные умолчания, разрушение ориентировки, а также такие контекстуальные признаки, как публикация в рамках определённой серии или в определённом издательстве (Мартинес, Шеффель); «паратексты» — заголовки, посвящения, предисловия (Жанетт); использование прошедшего времени глагола для предстоящих событий (Хамбургер). К наиболее общим признакам вымышленности относят описание чужих мыслей, в реальном мире невозможное или высказываемое в виде предположений, и замкнутость мира произведения, не содержащего отсылок к неким реальным элементам, а использующего их внутренние вымышленные аналоги.
В соответствии с классификацией Роже Кайуа, вымышленные миры имеют следующее деление:
- сказка — мир, в котором невозможное существует равноправно с возможным;
- литература ужасов — мир, в котором невозможное является нарушением обычного порядка вещей;
- научная фантастика — невозможное имеет рациональное объяснение, которое превращает его в возможное.

Станислав Лем расширяет эту классификацию, дополняя её понятием детерминизма: по его мнению, сказка имеет полную предопределённость, так как в ней добро всегда побеждает зло, и этим она отличается от реальности; миф, как разновидность сказки, также имеет предопределённость, но иного плана: действия героев подчиняются воле высшего рока, а не их собственным желаниям; фэнтези представляет собой современный вид сказки, в которой допускается отклонение от предопределённости и возникновение случайных факторов, препятствующих торжеству добра. При этом формальное отнесение произведения к жанру научной фантастики может не соответствовать его действительной классификации: многие якобы фантастические миры должны быть причислены к фэнтезийным или сказочным.

## Законы
Роберт Макки указывает, что основным свойством вымышленного мира является его внутренняя непротиворечивость: установленные правила этого мира не должны меняться, а происходящие события обязаны подчиняться единым принципам причинно-следственных связей. Станислав Лем отмечает, что вымышленный мир не может менять свою принадлежность к сказке, литературе ужасов или научной фантастике по ходу произведения. Автор обязан объяснять происходящее в его мире одинаковым образом и не оставлять происходящее в его мире без объяснений. Попытки переходить от одного класса вымышленного мира к другому превращают произведение в пародию, так как этот ход действует на фоне имеющихся литературных примеров и рассматривается только в контексте противостояния им. И Макки, и Лем также отмечают, что отправной точкой для создания вымышленной вселенной является реальный мир, при этом Макки также вскрывает проблему создания вторичных миров — на основе уже существующих, а не просто отталкиваясь от реальности.
Тем не менее, вымышленным мирам свойственны логические неувязки. Например, в мире романов Дж. Р. Р. Толкина «Властелин колец» существует «Проблема орлов» — возможность доставить Кольцо Всевластья на Ородруин с помощью орлов (в конце книги они спасают героев из Мордора), которая даже не обсуждалась. Другим примером неувязок служит вселенная «Звёздных войн», которая по мере развития и появления произведений разных авторов стала накапливать внутренние противоречия. Для разрешения этой проблемы была создана база данных Holocron Star Wars continuity database, содержащая упорядоченные в рамках вымышленного времени и пространства события всех произведений вселенной. В случае обнаружения противоречий им либо даётся логичное объяснение, либо произведение выводится за рамки канона. Однако в апреле 2014 года почти все лицензированные произведения, изданные в рамках вселенной «Звёздных войн» до этой даты, были признаны новыми владельцами франшизы неканоническими.